# Котляров Валерій Павлович
Вале́рій Па́влович Котляро́в (11 липня 1943, Дергачі, СРСР) — радянський та український вчений у галузі технології машинобудування, доктор технічних наук, професор.

## Життєпис
Валерій Котляров народився у селі Дергачі, що у Саратовській області. У 1967 році закінчив Ленінградський політехнічний інститут, після чого певний час працював на виробництві.
У 1970 році перебрався до Києва та продовжив роботу в Київському політехнічному інституті. 1982 року захистив кандидатську дисертацію по темі «Методи підвищення якості лазерної обробки мікроотворів». У 1990 році отримав Премію Ради Міністрів СРСР.
Від 1995 року — доктор технічних наук, а від 1997 року — професор кафедри лазерної техніки та фізико-технічних технологій. Основний напрямок досліджень — розробка технологічних процесів і устаткування для лазерної обробки матеріалів. Автор понад 200 наукових праць та винаходів. Керівник секції лазерної технології. Удостоєний Премії Міністерства освіти України. Входив до редакційної колегії журналу «Технологія і техніка друкарства».

## Вибрана бібліографія
- Котляров В.П. Методы повышения качества лазерной обработки микроотверстий : дисс. канд. техн. наук. — Київ : КПІ, 1982. — 257 с.
- Коваленко В.С., Котляров В.П., Дятел В.П. Применение лазеров в машиностроении. — Київ : Вища школа, 1988. — 160 с. — ISBN 9785110012747.
- Коваленко В.С., Котляров В.П., Головко Л.Ф. Лазерная обработка на материалите. — Софія : Техніка, 1988.
- Котляров В.П. Технологические основы проектирования операций лазерной обработки : дисс. док. техн. наук. — Київ : КПІ, 1995. — 318 с.
- Котляров В.П. Технологія лазерної обробки (операції розмірної обробки). — Ніжин : НДУ ім. М. Гоголя, 2010. — 308 с.
- Котляров В.П., Киричок П.О. Лазерна технологія в поліграфії. — Київ : НТУУ «КПІ», 2012. — 324 с. — ISBN 9789666224944.
- Котляров В.П. Технологічне оснащення лазерних комплексів. — Київ : НТУУ «КПІ», 2013. — 592 с. — ISBN 978-966-622-585-9.
- Котляров В.П., Зоренко О.В. Лазерна розмірна обробка. — Київ : НТУУ «КПІ», 2015. — 428 с. — ISBN 978-966-622-585-9.

## Відзнаки та нагороди
- Доктор технічних наук (з 1995 року)
- Премія Ради Міністрів СРСР (1990)
- Премія Міністерства освіти України